# La’eeb
Laʼeeb (arabisch لعيب Laʿīb) war das offizielle Maskottchen der Fußball-Weltmeisterschaft 2022, die in Katar stattfand. Der Name bedeutet auf Arabisch „supergeschickter Spieler“ und ist eine Darstellung des beliebten Männerkopfschmucks Keffiyeh, der in vielen Teilen der arabischen Welt verwendet wird. Er wurde von der indischen Firma Fractal Picture entworfen und von der katarischen Firma Katara Studios animiert.

## Kreation und Design
La’eeb ist eine anthropomorphe Keffiyeh, die schwebt und Augen, Lippen und einen offenen Mund hat, aber als fröhlicher Charakter dargestellt wird, der es liebt, allen zu helfen. Khalid Ali Al Mawlawi, stellvertretender Generaldirektor für Marketing, Kommunikation und Turniererfahrung, erklärte: „Wir sind sicher, dass Fans auf der ganzen Welt diesen lustigen und verspielten Charakter lieben werden. La’eeb wird eine wichtige Rolle dabei spielen, junge und alte Fans für die FIFA Fußball-Weltmeisterschaft in Katar zu begeistern.“ La’eeb wird als abenteuerlustig, lustig und neugierig dargestellt und ermutigt jeden, an sich selbst zu glauben.
Laʼeeb wurde der Öffentlichkeit durch den von Fractal Picture produzierten und von den Katara Studios mitgestalteten Kurzfilm A Visit from Mascot Verse vorgestellt. Er wurde zum ersten „digitalisierten“ Maskottchen ernannt aus dem „Maskottchenversum“, „einem Ort, der unbeschreiblich ist“.

## Öffentliche Resonanz
La’eeb wurde für sein geisterhaftes Aussehen kritisiert, das einige mit dem Tod von Gastarbeitern auf WM-Baustellen in Verbindung gebracht haben. Während einige Fans den Bezug des Maskottchens zur regionalen Kultur schätzen, argumentieren andere, dass ihm die Verbindung zum Fußball fehlt, da es aufgrund seiner fehlenden Füße nicht physisch spielen kann.
Twitter-Nutzer äußerten sich besonders lautstark zu La’eeb, wobei viele das Maskottchen mit einem Geist oder Dschinn verglichen und einige es sogar als „Seidenpapier“ bezeichneten. Trotz der Kritik gab es auch diejenigen, die La’eebs Design verteidigten und seine kulturelle Bedeutung lobten.